# Agustín Bravo
Agustín Bravo Abreu  (Almaraz, Cáceres, 7 de marzo de 1961) es un reconocido presentador de radio y televisión español.

## Biografía
Sus inicios fueron en el mundo de la radio; en televisión, debuta en 1989, de la mano de Jesús Hermida
en el programa magacín Por la mañana de Televisión española. 
Tras la finalización del espacio, ficha por Telemadrid, donde presenta, junto a Ana Blanco, el programa sobre ocio Zip Zap. La Guía y el musical Verano 90 con Mariló Montero.
En 1991 recala en Telecinco, donde durante cinco años presenta Telecupón, primero con Belén Rueda y después con Carmen Sevilla, además de presentar los magacines Se acabó la siesta y Date un respiro, y numerosas galas y concursos en directo.
Tras presentar en Antena 3 las galas La noche de los magníficos, el programa El rastrillo junto a Paula Vázquez y un Telemaratón, comienza a trabajar en Canal Sur, convirtiéndose en uno de sus presentadores estrella. Allí conduce Números rojos, Paga extra el magacín Bravo por la tarde (2000-2003) y posteriormente los concursos El Padrino y Hacemos el humor
En el año 2001 recibió la Antena de Oro al mejor presentador por su labor en Bravo por la tarde.
En 2004 volvió a Antena 3 donde presentó el magacín de tarde A la carta.
En 2006, se hizo cargo de las tardes del recién estrenado Canal Extremadura un programa muy similar a Bravo por la tarde. También presenta Suite Reservada, un programa de entrevistas que se emite en Popular TV los sábados a las 21:00 horas.
Desde el 5 de mayo de 2008, presenta el nuevo magacín de tarde A buenas horas, en Televisión Castilla y León, producido por Santo y Seña Producciones u programa muy similar a Bravo por la tarde.
A partir del 28 de junio de 2010, comienza a presentar el late night Bravo Verano para el canal municipal sevillano Giralda Televisión. De lunes a viernes, de 22.00 a 23.30.
El 14 de febrero de 2011, vuelve a Giralda TV para presentar el magacín matinal Bravo a la 1.
Desde octubre de 2011, conduce en Metropolitan Andalucía el espacio Andalucía a debate, de lunes a viernes de 20:30 a 22:00 horas. Además, colabora en el programa de la Cadena COPE Así son las mañanas de Cope Sevilla, los viernes de 12:20 a 13:30.
El 26 y 27 de noviembre de 2011, presenta junto a María José Suárez, las galas de elección de Miss y Míster España
En enero de 2012, se hace público que será el encargado de presentar el Concurso Oficial de Agrupaciones Carnavalescas (COAC) en Onda Cádiz TV, llegando a salir de figurante en la chirigota "Los Hinchapelotas".
Desde 2012, imparte clases en los talleres de presentador de televisión que organiza la Facultad de Comunicación de Sevilla.
En abril de 2013, ficha por Intereconomía, para conducir la franja de mediodía de la cadena, con el programa Bravo y su gente.
En la actualidad colabora esporádicamente en diferentes programas de la televisión y radio de España pero no presenta habitualmente ningún programa (2015-2018).
En febrero de 2015 inicia la creación de un canal de televisión en línea llamado "YouTV" (https://youtv.es), asociándose con la empresa de un amigo, grabando varios programas de entrevistas por la calle.
En 2018, 2019 y 2020 sustituye en verano a Carlos Herrera en parte del horario de las mañanas de Cadena COPE.
En abril de 2021 entra a formar parte de la terna de concursantes del programa Supervivientes 2021, siendo expulsado a la cuarta semana de empezar el reality y en su segunda nominación.
El 14 de junio de 2021, inicia etapa en TeleMadrid, poniéndose al frente del programa "Está Pasando", en sustitución de Inés Ballester. Le acompañarán en la presentación la meteoróloga Tania Garralda. El 6 de agosto de 2021 se termina el programa “Está Pasando”.
Desde julio de 2021, Agustín Bravo está al frente del Magazine "Más de Uno Madrid Sur" que se emite en Onda Cero Madrid Sur.Está labor la compagina con colaboraciones también en radio, en este caso en Onda Cero Jaén.

## Trayectoria

### Radio
- Top 40 Radio España (1988)  (1988/1989). Locutor
- Radio Hora Radio España (1989) (1989/1990). Locutor
- Así son las mañanas de Cope Sevilla (2011/2014), en Cadena Cope. Colaborador
- La mañana COPE, para Sevilla (2015-2021), en Cadena Cope. Locutor
- Herrera en Cope, Sustituto de Carlos Herrera durante el verano de 10 a 12 h. (2018-actualidad). Locutor
- El Tablero, concurso de radio para Cope Andalucía (2019/2020). Locutor
- Más de Uno Madrid Sur, desconexión local de Onda Cero Madrid Sur (2021/2022). Locutor

### Televisión
- Por la mañana (1988-1989) en TVE. Redactor
- Zip Zap. La Guía (1989-1990), en Telemadrid. Presentador
- Verano 90 (1990), en Telemadrid. Presentador
- Telecupón (1991-1995), en TELE 5. Copresentador
- Se acabó la siesta (1992), en TELE 5. Presentador
- Date un respiro (1993), en TELE 5. Presentador
- Bellezas al agua (1993), en TELE 5. Presentador
- ¿Se puede? (1993-1994), en TELE 5. Presentador
- El rastrillo (1995) en Antena 3 TELEVISION. Presentador
- La noche de los magníficos (1996) en Antena 3 TELEVISION. Presentador
- El precio justo (1996-1997) en Canal 7 TELEVISION Madrid. Presentador
- Telemaratón 97 (1997) en Antena 3 TELEVISION. Presentador
- Un menú de 7 estrellas (1998) en Antena 3 TELEVISION. Presentador
- Cosas de familia (1998) en Canal 9. Presentador
- Números rojos (1999-2000), en Canal Sur TELEVISION. Presentador
- Paga extra (1999) en Canal Sur. Presentador
- Bravo por la tarde (2000-2003), en Canal Sur TELEVISION. Presentador
- El Padrino (2003-2004), en Canal Sur TELEVISION. Presentador
- Háblame de ti (2004), en Antena 3 TELEVISION. Presentador
- A la carta (2004), en Antena 3 TELEVISION. Presentador
- Bravo por Extremadura (2006), en Canal Extremadura. Presentador
- Vaya vecinos (2007) Canal Sur. Presentador
- A buenas horas (2008 - 2009), en Televisión Castilla y León, (actual accionista de Radio Televisión de Castilla y León). Presentador
- Bravo Verano (2010), en Giralda Televisión. Presentador
- ¿QSM? (2011), en Metropolitan TV. Presentador
- Bravo a la 1 (2011), en Giralda Televisión. Presentador
- Andalucía a debate (2012), en Metropolitan TV. Presentador
- COAC 2012 (2012), en Onda Cádiz TV y Metropolitan TV. Presentador
- Bravo y su gente (2013-2015), en Intereconomía TELEVISION. Presentador
- Ven a cenar conmigo: Gourmet edition, en su versión Summer (2018), en Cuatro. Concursante
- No estás sola (2019) en Canal Sur TV. Presentador
- Supervivientes (2021) en Telecinco y Canal Plus. Concursante
- Está pasando (2021), en Telemadrid. Presentador
- Amar es para siempre (2023) en Antena 3 TELEVISION. Colaboración especial como Rodolfo Ballester en 3 episodios